# Mesija (Händel)
Ko je zanimanje za italijansko opero upadlo, je Handel začel pisati oratorije (desno). Prijatelj Charles Jennens mu je leta 1741 napisal besedilo za Mesija. Handel je delo skomponiral v pravi ustvarjalni vročici, v vsega treh tednih; prečrtal ali spremenil ni skoraj nobene note.
Prvo izvedbo Mesije v Dublinu leta 1742 je za čembalom vodil Handel sam. Ko so leto pozneje oratorij izvedli v Londonu, je bil Jurij II. (desno) tako ganjen ob uvodnih taktih zborovske Aleluje, da je vstal. Dvignilo se je tudi občinstvo in tradicija, da poslušalci v znak spoštovanja Handlovo Aleluja spremljajo stoje,se je marsikje ohranila še danes.
Zaradi Mesije je oratorij v Angliji pognal globlje korenine kot v drugih evropskih deželah. Pravi mejnik vslavljenju Mesije je bila izvedba v Westminstrski opatiji leta 1784 (levo), ko so proslavljali 100-letnico Handlovega rojstva (čeprav se je v resnici rodil leta 1685). Odtlej Mesija po priljubljenosti ni imel več tekmeca v svoji zvrsti.